# 國分正胤
國分 正胤（国分、こくぶ まさたね、1913年（大正2年）7月21日 - 2004年（平成16年）7月7日）は、昭和から平成時代の土木工学者。国分青崖の孫。

## 経歴
東京府に生まれる。旧制七年制高等学校の旧制東京高等学校を経て、1936年（昭和11年）に東京帝国大学工学部土木工学科を卒業し、東京府に出仕する。1938年（昭和13年）から1945年（昭和20年）まで兵役に就く。1943年（昭和18年）東京帝国大学助教授を経て、1950年（昭和25年）吉田徳次郎の後任として東京大学教授となり、1974年（昭和49年）定年退官した。同年、武蔵工業大学教授に転じ1984年（昭和59年）まで務め、ついで足利工業大学顧問教授となった。
恩師の吉田徳次郎が逝去した翌年の1961年（昭和36年）に土木学会「吉田賞」を創設。また、同年から1982年（昭和57年）まで同会コンクリート委員会委員長を20余年務めコンクリート標準示方書改訂に尽くした。1962年（昭和37年）日本ACI（現日本コンクリート工学会）発起人に列し、1971年（昭和46年）アメリカコンクリート学会名誉会員を経て、1979年（昭和54年）から1年間、土木学会第67代会長を務めた。1991年（平成3年）「混和材料の複合がコンクリートのワーカビリティ・耐久性・強度に及ぼす影響に関する研究」で日本学士院賞を受賞した。
ほか、1963年（昭和38年）から6年間、東京大学硬式野球部部長を務め、東京六大学野球連盟理事長を歴任した。